# 森明子 (文化人類学者)
森 明子（もり あきこ、1957年 - ）は、日本の文化人類学者。
国立民族学博物館グローバル現象研究部教授。ドイツ、オーストリアなど中部ヨーロッパの歴史人類学、民族誌専攻。総合研究大学院大学文化科学研究科併任教授。

## 来歴･人物
筑波大学大学院博士課程歴史・人類学研究科単位取得後、1990年に同歴史･人類学系助手・国立民族学博物館第3研究部助手となる。
1993年に国立民族学博物館第3研究部助教授、1998年に同民族社会研究部助教授、2005年に同研究戦略センター助教授となり、翌2006年に教授昇格。
2011年、民族文化研究部教授。2017年4月より現職。

## 主な著作

### 単著
- 『土地を読みかえる家族 ― オーストリア・ケルンテンの歴史民族誌』（新曜社、1999）

### 共著
- 『民族 近代ヨーロッパの探求10』（大津留厚、野村真理、伊東信宏、岡本真理、進藤修一との共著 ミネルヴァ書房）

### 編著
- 『歴史叙述の現在 ─ 歴史学と人類学の対話』（人文書院、2002）
- 『ヨーロッパ人類学 近代再編の現場（フィールド）から』（新曜社）
- 『ヨーロッパ人類学の視座 ソシアルなるものを問い直す』（世界思想社、2014年）
- 『ケアが生まれる場 他者とともに生きる社会のために』（ナカニシヤ出版、2019年）